# Сент-Олбанс (Мен)
Сент-Олбанс (англ. St. Albans) — місто (англ. town) в США, в окрузі Сомерсет штату Мен. Населення — 2045 осіб (2020).

## Демографія
Згідно з переписом 2010 року, у місті мешкало 2005 осіб у 806 домогосподарствах у складі 576 родин. Було 1259 помешкань
Расовий склад населення:
| - 97,9 % — білих - 0,4 % — корінних американців - 0,3 % — азіатів - 0,1 % — чорних або афроамериканців |

До двох чи більше рас належало 1,2 %. Частка іспаномовних становила 0,4 % від усіх жителів.
За віковим діапазоном населення розподілялося таким чином: 20,9 % — особи молодші 18 років, 63,6 % — особи у віці 18—64 років, 15,5 % — особи у віці 65 років та старші. Медіана віку мешканця становила 43,9 року. На 100 осіб жіночої статі у місті припадало 103,8 чоловіків;  на 100 жінок у віці від 18 років та старших — 101,3 чоловіків також старших 18 років.
Середній дохід на одне домашнє господарство  становив 59 280 доларів США (медіана — 53 199), а середній дохід на одну сім'ю — 64 360 доларів (медіана — 54 648). Медіана доходів становила 42 889 доларів для чоловіків та 33 690 доларів для жінок. За межею бідності перебувало 15,8 % осіб, у тому числі 17,3 % дітей у віці до 18 років та 5,4 % осіб у віці 65 років та старших.
Цивільне працевлаштоване населення становило 956 осіб. Основні галузі зайнятості: освіта, охорона здоров'я та соціальна допомога — 24,4 %, будівництво — 15,6 %, роздрібна торгівля — 12,0 %.